# Тансарино (платформа)
Танса́рино (чув. Тупах) — остановочный пункт Горьковской железной дороги, расположен в Урмарском районе Чувашии.

## Краткая характеристика
Платформа находится на железнодорожной линии Канаш — Свияжск, отнесена к Казанскому региону Горьковской железной дороги. Ближайший населённый пункт деревня Тансарино (11 км.)

## Пассажирское движение
На станции останавливаются пригородные поезда, следующие направлением на : Канаш, Шумерлю и Казань.
Пригородное сообщение 

## Коммерческие операции
- Посадка и высадка пассажиров на (из) поезда пригородного и местного сообщения.
- Прием и выдача багажа не производятся[4].